# Beloševac
Beloševac (en serbe cyrillique : Белошевац) est un village de Serbie situé sur le territoire de la Ville de Valjevo, district de Kolubara. Au recensement de 2011, il comptait 940 habitants.

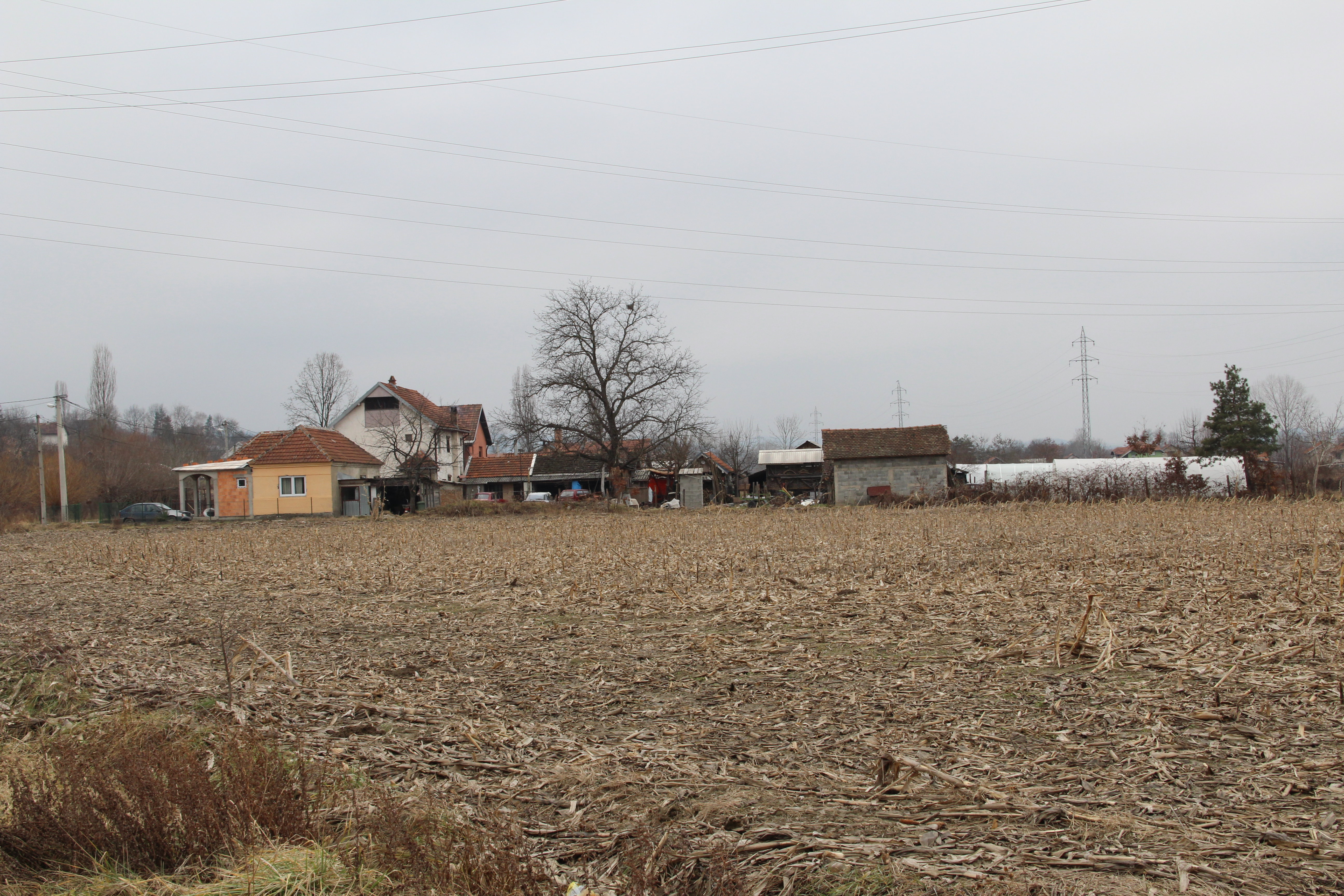
Vila Beloševac - panorama
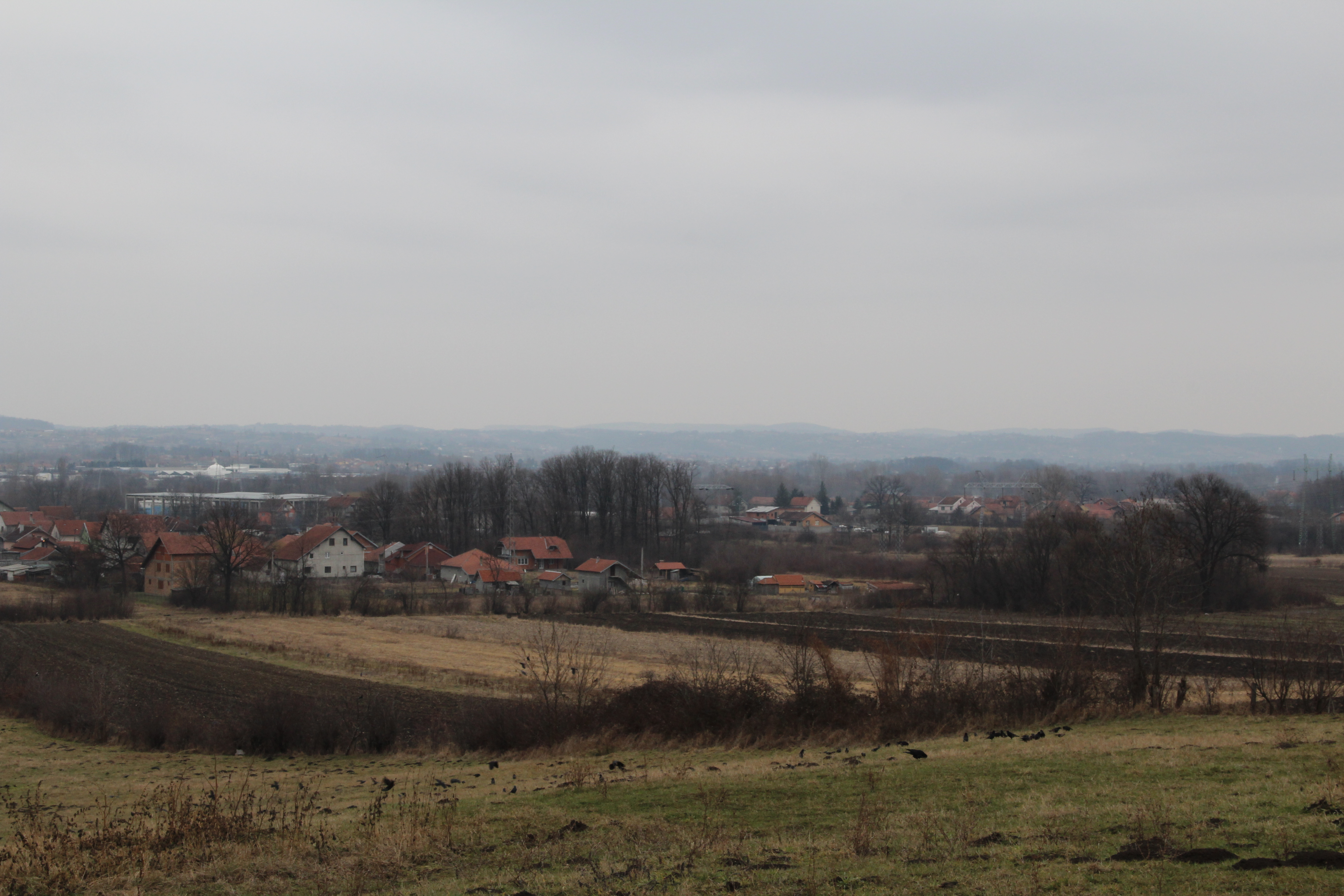
Vila Beloševac - vista do vale Kolubara
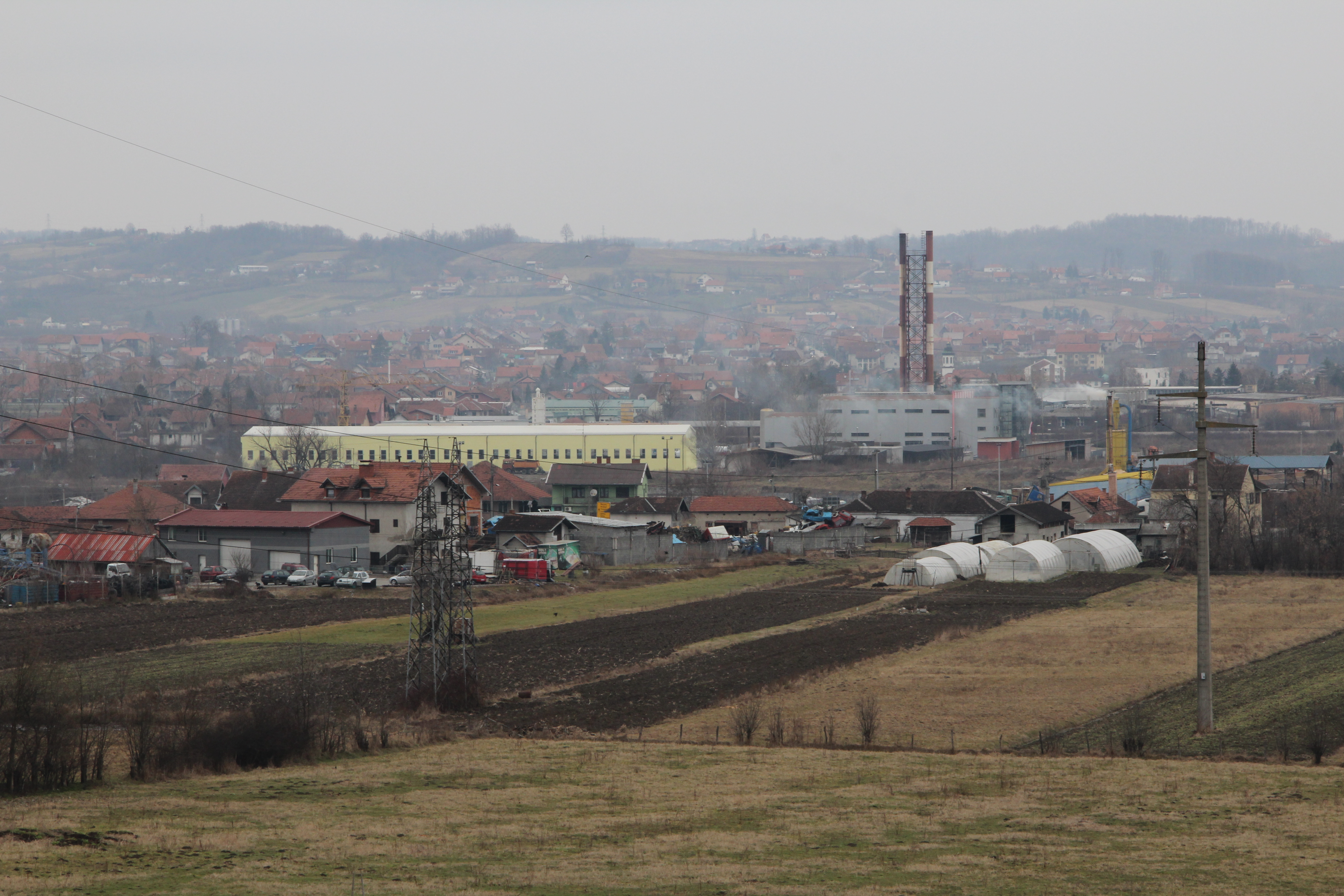
Vila Beloševac - vista da cidade central de aquecimento em Valjevo
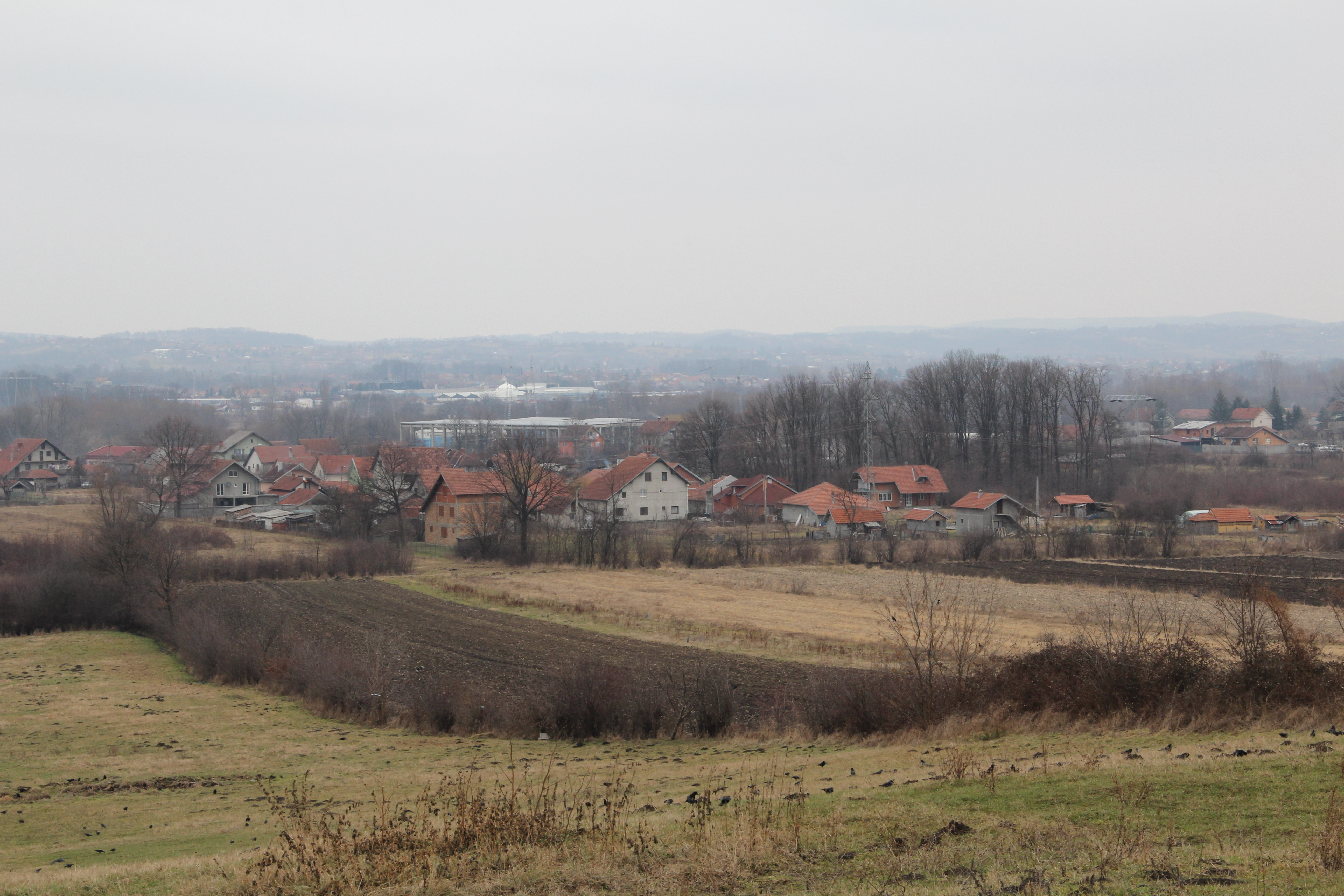
Vila Beloševac - vista da zona industrial da cidade de Valjevo
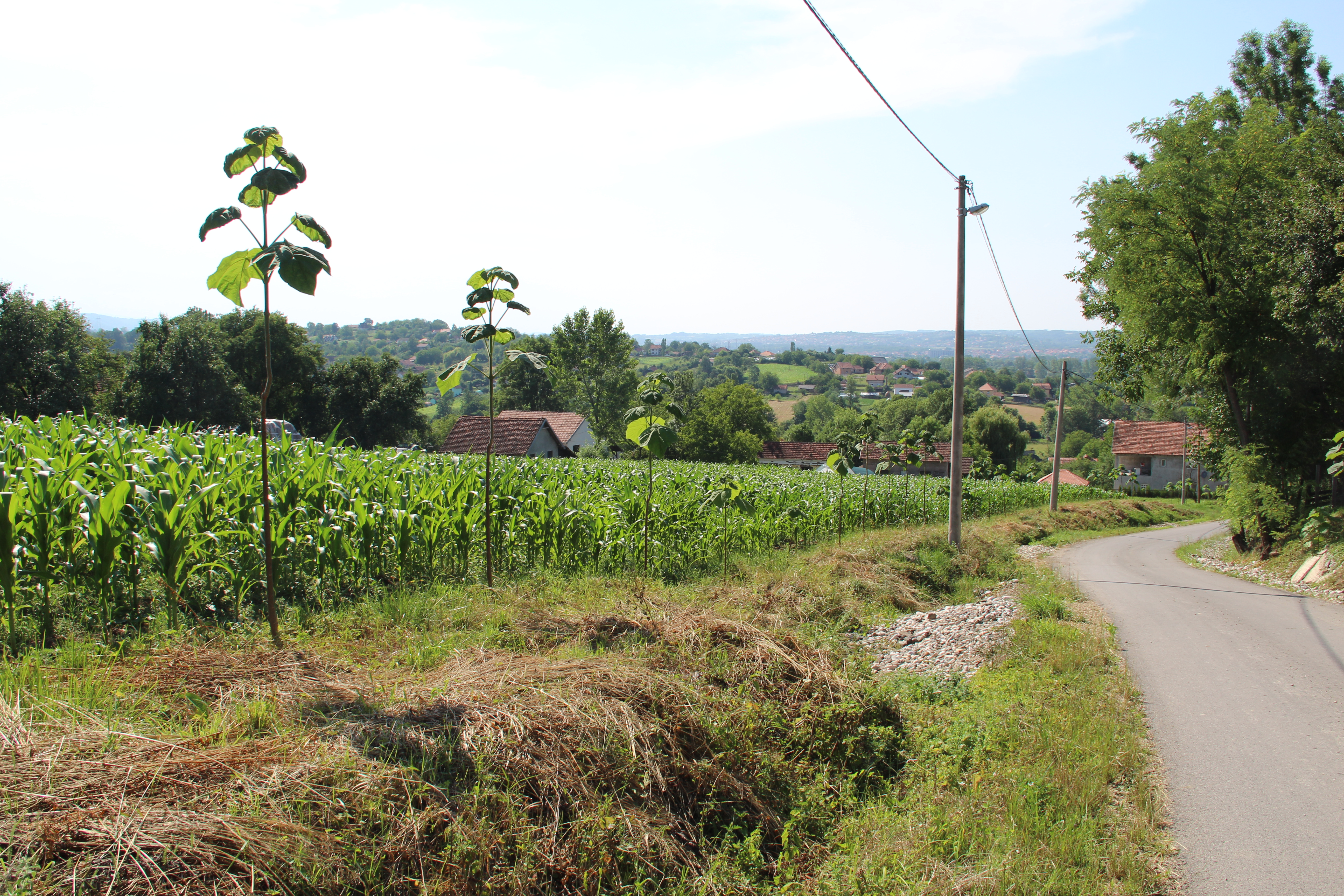
Belosevac - panorama
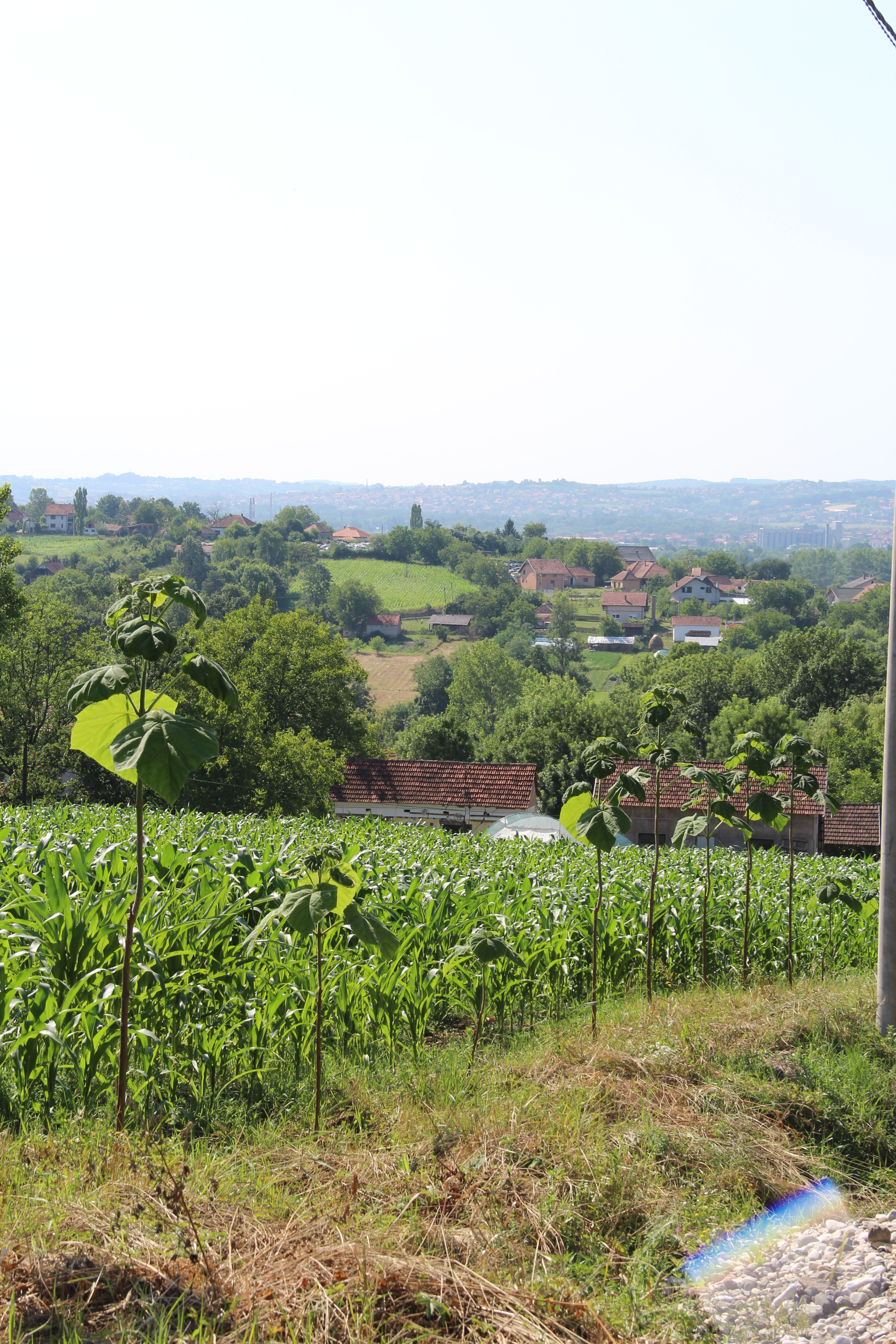
Belosevac - panorama
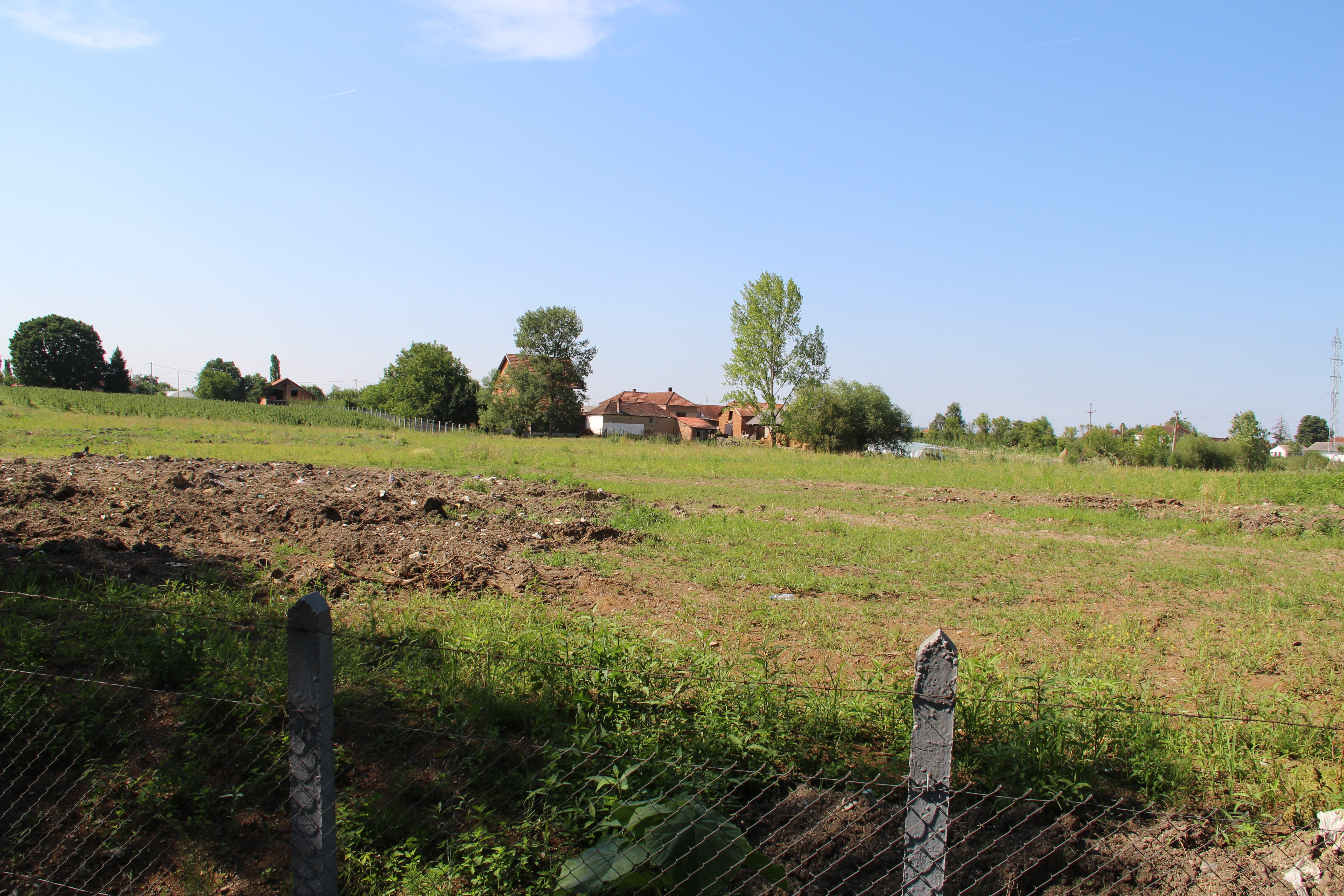
Belosevac - panorama
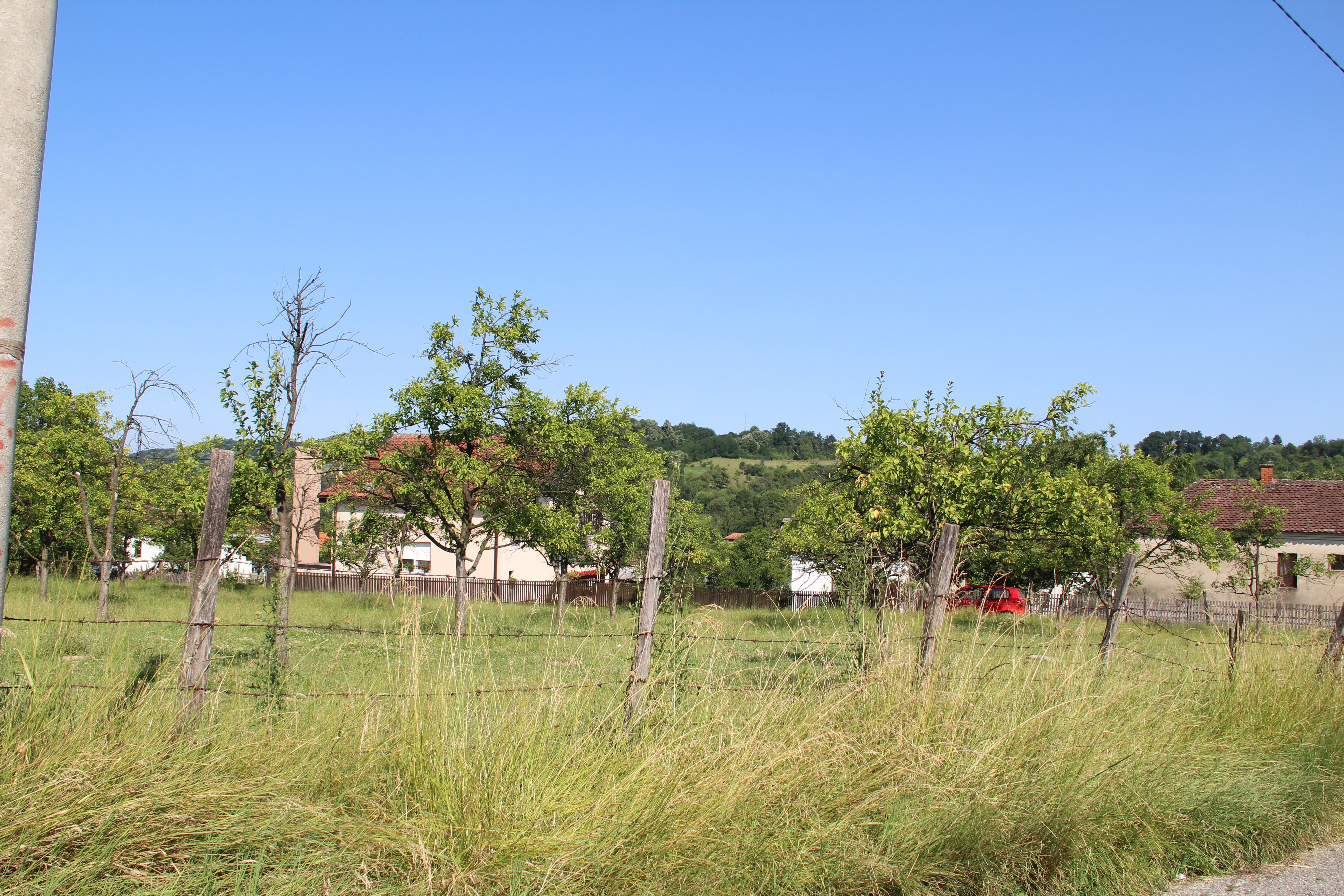
Belosevac - panorama

## Démographie

### Évolution historique de la population
| 1948 | 1953 | 1961 | 1971 | 1981 | 1991 | 2002 | 2011 |
| ---- | ---- | ---- | ---- | ---- | ---- | ---- | ---- |
| 644  | 646  | 618  | 636  | 677  | 735  | 849  | 940  |

|  |